# Gabriel Bonnot de Mably
Gabriel Bonnot de Mably,  född den 14 mars 1709 i Grenoble, död den 2 april 1785 i Paris, var en fransk abbé och skriftställare, äldre bror till filosofen Condillac. 
Hans äldsta arbete, Parallèle des romains et des français (1740), är ett försvar för envåldsmakten samt ett förhärligande av industrin, handeln och lyxen (i ny upplaga utgiven av Guizot 1823-24 och 1840). I sitt ryktbaraste verk, Entreliens de Phocion sur le rapport de la morale et de la politique (1763; svensk översättning 1766) prisade han den spartanska samhällsordningen. 
Mably författade flera andra politisk-filosofiska arbeten, vilkas inflytande på sin tids politiska uppfattning tävlade med Montesquieus och Rousseaus och i vissa fall blev bestämmande för revolutionens lagstiftning. Han visar sig i ett av dem, De l'étude de l'histoire (författad troligen 1767; tryckt 1778), som en stor beundrare av Sveriges författning (1720 års regeringsform) under frihetstiden. 
Mablys samlade skrifter utkom 1789, 1795, 1797 och 1818, Mablys efterlämnade skrifter 1797.

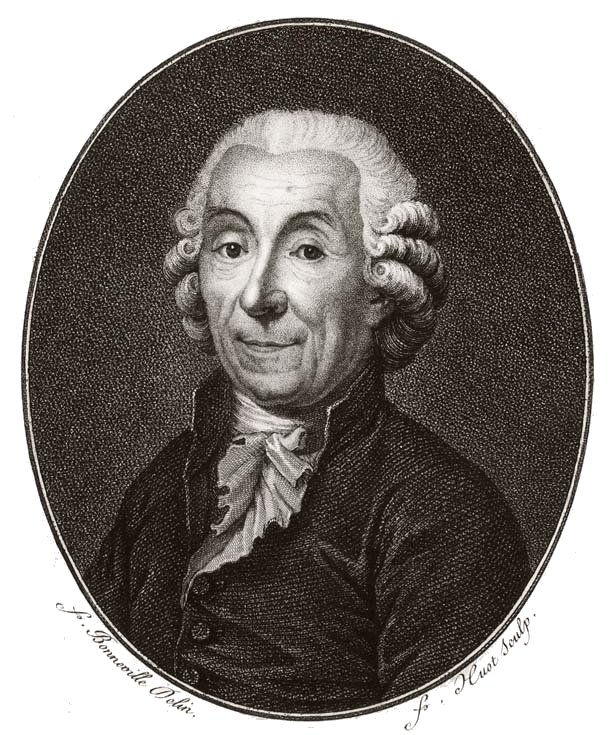
Gabriel Bonnot de Mably